# Johann Heinrich von Geymüller der Jüngere

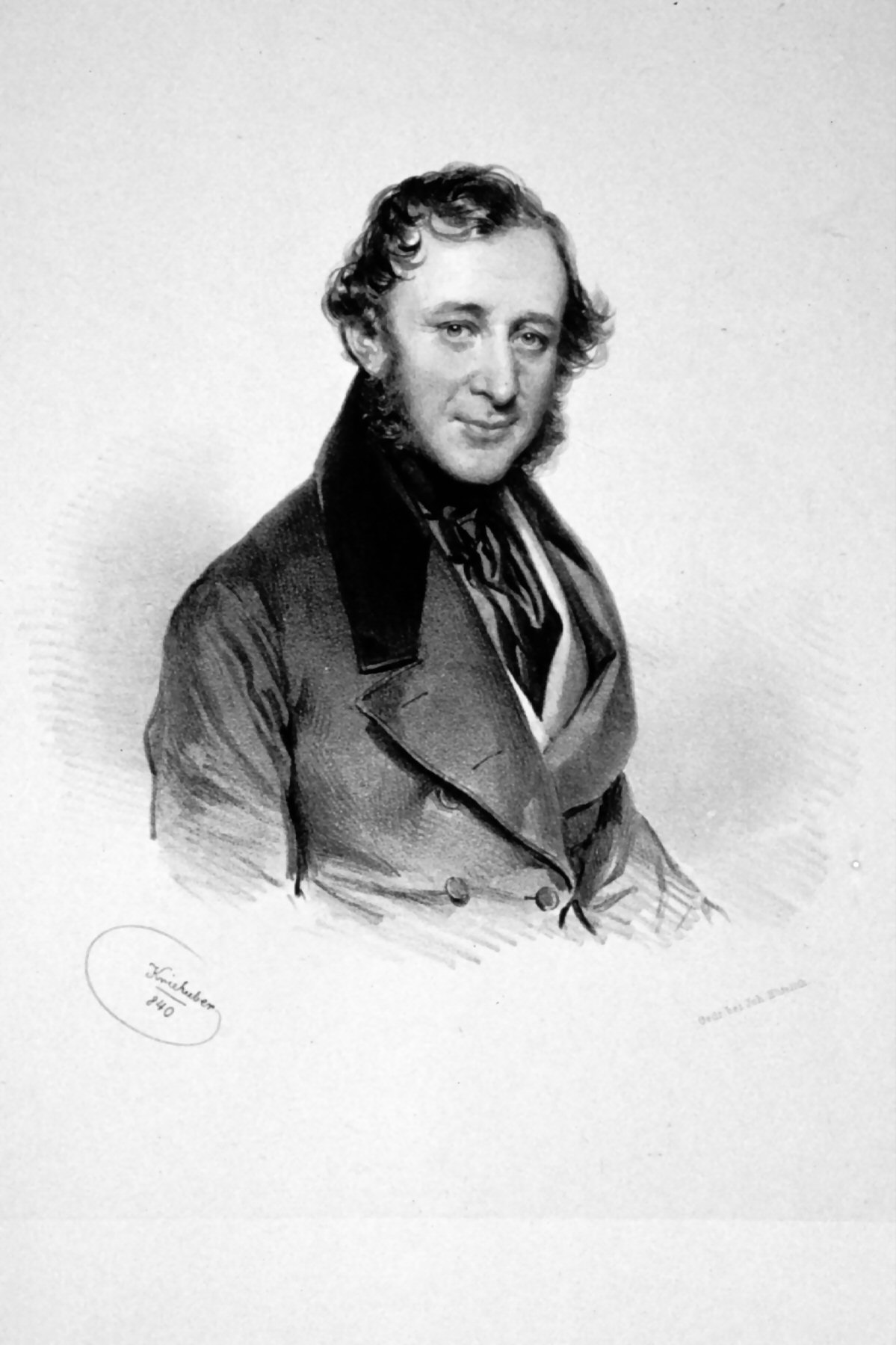
Johann Heinrich Geymüller der Jüngere, Lithographie von Josef Kriehuber, 1840

Johann Heinrich von Geymüller der Jüngere (* 12. April 1781 in Basel; † 19. Jänner 1848 ebenda), geb. Falkner, ab 1804 Falkner genannt Freiherr von Geymüller, auch Johann Heinrich von Geymüller-Falkner, war ein Schweizer Bankier.

## Leben
Johann Heinrich von Geymüller der Jüngere wurde geboren als Sohn von Ursula von Geymüller (* 6. Oktober 1758 in Basel; † 27. Mai 1844 ebenda), der Schwester von Johann Heinrich und Johann Jakob von Geymüller, und Peter Falkner.
Er war Besitzer des Schlosses Vöslau, das er von Georg Simon von Sina im Jahr 1826 erwarb und bis 1836 besass. Auch das Schloss in Kamenice nad Lipou (Kamnitz an der Linde) besaß er.
1832 erwarb er das Palais Engelskirchner in Wien.
Im Jahr 1833 gründete er mit den beiden Partnern Carl Deahna und Emil Rhode die Vöslauer Kammgarnfabrik. 1841 fallierte das Bankhaus Geymüller trotz Rettungsbemühungen des Staatskanzlers Metternich. Geymüller musste Wien verlassen und soll als Kommis, also als einfacher Handelsangestellter, in Basel verstorben sein. Er wurde manchmal als Vorbild für Ferdinand Raimunds Drama „Der Verschwender“ angesehen, aber das kann schon alleine deshalb nicht stimmen, weil Raimunds Stück schon erschienen war, als Johann Heinrichs gleichnamiger Erbonkel starb. Er war der letzte Besitzer des Wiener Geymüllerschlössels aus der Familie der Geymüller.
Sein Sohn Heinrich von Geymüller (1839–1909) wurde als Kunst- und Architekturhistoriker bekannt.